# Анциферов, Иван Иванович
Ива́н Ива́нович Анци́феров (12 августа 1896, Кожино, Вараксинская волость, Царевококшайский уезд, Казанская губерния, Российская империя ― 11 марта 1978, Йошкар-Ола, Марийская АССР, РСФСР, СССР) ― русский советский военный деятель. Участник Первой мировой, Гражданской и Великой Отечественной войн. В годы Великой Отечественной войны ― командир 299-й гвардейской, 97-й гвардейской и Нижнеднепровской 188-й стрелковых дивизий, гвардии генерал-майор (1943). Кавалер ордена Красного Знамени (1919), дважды кавалер ордена Ленина (1945, 1967). Почётный гражданин Йошкар-Олы (1969).

## Биография
Родился 12 августа 1896 года в деревне Кожино Вараксинской волости Царевококшайского уезда Казанской губернии (ныне — в составе г. Йошкар-Олы Марий Эл) в крестьянской семье.
В 1905—1909 годах учился в земской школе дер. Большое Чигашево. В июле 1914 года окончил училище, а в июне 1915 года — педагогические курсы в Царевококшайск. С августа 1915 по февраль 1918 года служил в Русской императорской армии. Первоначально был зачислен в 94-й запасной пехотный полк, дислоцирующийся в Казани. В феврале 1916 года откомандирован на учёбу в Ораниенбаумскую школу прапорщиков, по окончании которой в сентябре этого же года был произведён в прапорщики и назначен в 45-й пехотный Азовский Е. И. В. великого князя Бориса Владимировича полк 12-й пехотной дивизии. В его составе младшим офицером и начальником пулемётной команды воевал на Северном фронте Первой мировой войны. С января 1917 года служил младшим офицером во 2-м пулемётном полку на станции Стрельна. После Октябрьской революции, в феврале 1918 года, был демобилизован по болезни в чине подпоручика.
В Гражданскую войну, в августе 1918 года, был призван и направлен в Нижний Новгород. После взятия частями Красной Армии Казани откомандирован на формирование 1-го советского Казанского полка, с которым в октябре этого же года убыл на Восточный фронт, где полк влился в состав 28-й стрелковой дивизии. В сентябре 1919 года полк был переброшен под Петроград и переименован в 189-й стрелковый в составе 21-й стрелковой дивизии. Был адъютантом полка, затем помощником командира и временно исполняющим должность командира полка. В январе 1920 года полк в составе дивизии был переброшен на Южный фронт в состав 9-й армии. В апреле он был передислоцирован на Польский (Западный) фронт в состав 47-й стрелковой дивизии. И. И. Анциферов в должности командира 416-го стрелкового полка участвовал в Советско-польской войне 1920 года. С сентября 1920 по январь 1921 года в связи с ранением и болезнью находился в госпитале и в отпуске. С мая 1921 года продолжил службу помощником адъютанта по оперативной части сначала в 506-м, затем в 505-м стрелковых полках 57-й стрелковой дивизии.
После окончания Гражданской войны продолжил служить в Красной Армии сначала в 112-м, затем в 169-м стрелковых полках 57-й стрелковой дивизии в Перми. С января 1924 года — командир взвода 170-го стрелкового полка в Свердловске. В мае 1924 года был демобилизован, но через месяц вновь добровольно вступил в РККА и назначен начальником пулемётной команды 331-го батальона ЧОН в Царевококшайске. С ноября одновременно исполнял должность старшего инструктора вневойсковой подготовки Марийского областного военкомата. В мае 1932 года назначен в 51-й стрелковый полк 17-й Нижегородской стрелковой дивизии в Арзамасе. С июля 1936 года был руководителем учебной группы учебного центра дивизии в Горьком. В мае 1937 года переведён на должность преподавателя тактики Горьковских КУКС запаса. В марте 1940 года стал командиром батальона Кинешемских КУКС запаса, а в декабре — командиром батальона и преподавателем тактики на Владимирских КУКС запаса.
С началом Великой Отечественной войны, будучи в звании полковника, 25 августа стал командиром 1103-го стрелкового полка 328-й стрелковой дивизии, формировавшейся в Костроме. 2 ноября дивизия вошла в состав 10-й армии, в декабре прибыла на Западный фронт и участвовала в Тульской наступательной операции. 13 декабря был тяжело ранен и находился в госпитале. После выздоровления, 15 сентября 1942 года был назначен заместителем командира 212-й стрелковой дивизии, находившейся в резерве Ставки Верховного главнокомандующего в Вольске. 3 ноября 1942 года назначен заместителем командира 299-й стрелковой дивизии. С января 1943 года её части в составе Донского фронта вели бои по разгрому окруженной группировки противника в Сталинграде. В марте-апреле дивизия была передислоцирована в Воронежскую область, вошла в состав 53-й армии, и в мае 1943 года он  назначен командиром 299-й стрелковой дивизии. В конце месяца был переведен командиром 97-й гвардейской стрелковой дивизии. Включённая в 5-ю гвардейскую армию, дивизия вела бои на Воронежском, а затем Степном и 2-м Украинском фронтах. Участвовала в Курской битве, в Белгородско-Харьковской наступательной операции, битве за Днепр. Продолжая бои с противником, в мае 1944 года вступила на территорию Румынии и в конце июля в составе 5-й гвардейской армии вошла в подчинение 1-го Украинского фронта и участвовала в Львовско-Сандомирской наступательной операции. С ноября 1944 по январь 1945 года находился на лечении по болезни в санатории, затем был назначен командиром 188-й стрелковой Нижнеднепровской Краснознаменной дивизии в составе 37-й отдельной армии, которая дислоцировалась на территории Болгарии и Румынии.
После окончания войны продолжал командовать этой дивизией. В октябре 1946 года был назначен начальником военной кафедры Николаевского педагогического института (ныне Николаевский национальный университет). В мае 1947 года переведен на ту же должность в Поволжский лесотехнический институт (ныне Поволжский государственный технологический университет) в Йошкар-Оле. 6 октября 1956 года уволен в отставку по болезни. Продолжил вести работу по линии военной секции Всесоюзного общества «Знание», являлся заместителем председателя Марийского республиканского комитета ДОСААФ.
Награждён 10 орденами, 12 медалями и 5-ю Почётными грамотами Президиума Верховного Совета Марийской АССР. В 1969 году ему присвоено звание «Почётный гражданин Йошкар-Олы».
Скончался 1 марта 1978 года в Йошкар-Оле, похоронен на Туруновском кладбище Йошкар-Олы.

## Звания и награды
- Орден Ленина (21.02.1945, 1967 ― в связи с 50-летием советской власти)[3]
- Орден Красного Знамени (1919, 03.11.1944, 20.06.1949)[3]
- Орден Отечественной войны I степени (14.02.1943)[3]
- Орден Кутузова II степени (10.01.1944)[3]
- Орден Суворова II степени (22.02.1944)[3]
- Орден Богдана Хмельницкого II степени (23.09.1944)[3]
- Орден Красной Звезды (22.02.1942)[3]
- Медаль «За оборону Москвы» (01.05.1944)[3]
- Медаль «За оборону Сталинграда» (22.12.1942)[3]
- Медаль «За победу над Германией в Великой Отечественной войне 1941—1945 гг.» (09.05.1945)[3]
- Медаль «XX лет Рабоче-Крестьянской Красной Армии»[3]
- Медаль «30 лет Советской Армии и Флота»[3]
- Медаль «За воинскую доблесть. В ознаменование 100-летия со дня рождения В. И. Ленина»[3]
- Медаль «30 лет Болгарской народной армии» (14.09.1974)[3]
- Почётный гражданин Йошкар-Олы (1969)[1][2][5]
- Почётная грамота Президиума Верховного Совета Марийской АССР (1952, 1956, 1957, 1966, 1975)[1][2]

## Память
- С 1979 года его имя носит одна из улиц Йошкар-Олы[6][7][8][9][10][11].
- На здании средней школы № 20 в Йошкар-Оле в память о нём установлена мемориальная доска[4][8][12].
- В средней школе № 10 Йошкар-Олы создан музей 97-й гвардейской Полтавской стрелковой дивизии, командиром которой в годы Великой Отечественной войны был генерал-майор И. И. Анциферов[4][8][13].